# Mines de Mairelles, de Château Lambert, réseau Jean Antoine, secteur le Thillot
Mines de Mairelles, de Château Lambert, réseau Jean Antoine, secteur le Thillot este o arie protejată (sit de importanță comunitară — SCI) din Franța întinsă pe o suprafață de 6 ha, integral pe uscat.

## Localizare
Centrul sitului Mines de Mairelles, de Château Lambert, réseau Jean Antoine, secteur le Thillot este situat la coordonatele 47°51′32″N 6°46′12″E / 47.85889°N 6.77°E.

## Înființare
Situl Mines de Mairelles, de Château Lambert, réseau Jean Antoine, secteur le Thillot a fost declarat arie specială de conservare în baza directivei 92/43 din 1992 referitoare la conservarea habitatelor naturale și a faunei și florei sălbatice pentru a proteja 3 specii de animale.

## Biodiversitate
Situată în ecoregiunea continentală, aria protejată nu include niciun habitat protejat.
La baza desemnării sitului se află mai multe specii protejate de  mamifere (3): liliac cărămiziu (Myotis emarginatus), liliac comun (Myotis myotis), liliacul mare cu potcoavă (Rhinolophus ferrumequinum).
Pe lângă speciile protejate, pe teritoriul sitului au mai fost identificate 1 specie de mamifere.